# كريستيان دورديفيك
كريستيان دورديفيك هو لاعب كرة قدم صربي في مركز الوسط، ولد في 6 يناير 1976 في شبايشينغن في ألمانيا. شارك مع منتخب صربيا والجبل الأسود لكرة القدم. أما مع النوادي، فقد لعب مع شالكه 04 ونادي شتوتغارت.

## وصلات خارجية
- كريستيان دورديفيك على موقع قاعدة بيانات كرة القدم.إي يو (الإنجليزية)
- كريستيان دورديفيك على موقع بيانات كرة القدم. دي إي (الألمانية)
- كريستيان دورديفيك على موقع ناشيونال فوتبول تيمز (الإنجليزية)
- كريستيان دورديفيك على موقع عالم كرة القدم.نت (الإنجليزية)